# Puerto Morelos
Puerto Morelos è una località del Messico, situata nello stato di Quintana Roo, capoluogo dell'omonimo comune.